# Dardanus rufus
Dardanus rufus is een tienpotigensoort uit de familie van de Diogenidae. De wetenschappelijke naam van de soort werd in 1937 voor het eerst geldig gepubliceerd door de Nederlandse zoöloge Alida Buitendijk.